# Tampere Saints 2018
Questa voce raccoglie le informazioni riguardanti i Tampere Saints nelle competizioni ufficiali della stagione 2018.

## Maschile

### Prima squadra

#### Vaahteraliiga 2018

##### Stagione regolare
| Tampere 12 maggio 2018, ore 15:30 1ª giornata | Tampere Saints | 29 – 35 (6-0 7-35 13-0 3-0) referto | Kuopio Steelers | Pyynikin urheilukenttä\| Arbitro: \| M. Makarainen \| |
| Arbitro:                                      | M. Makarainen  |                                     |                 |                                                       |

| Tampere 17 maggio 2018, ore 18:30 2ª giornata | Tampere Saints | 40 – 0 (21-0 6-0 7-0 6-0) referto | Seinäjoki Crocodiles | Pyynikin urheilukenttä\| Arbitro: \| V. Lamminsalo \| |
| Arbitro:                                      | V. Lamminsalo  |                                   |                      |                                                       |

| Tampere 2 giugno 2018, ore 15:30 4ª giornata | Tampere Saints | 14 – 35 (0-14 6-0 0-14 8-7) referto | Helsinki Roosters | Pyynikin urheilukenttä (412 spett.)\| Arbitro: \| V. Lamminsalo \| |
| Arbitro:                                     | V. Lamminsalo  |                                     |                   |                                                                    |

| Vaasa 8 giugno 2018, ore 18:30 5ª giornata | Wasa Royals | 27 – 15 (0-6 14-0 6-3 7-6) referto | Tampere Saints | Kaarlen kenttä (455 spett.)\| Arbitro: \| J. Sipi \| |
| Arbitro:                                   | J. Sipi     |                                    |                |                                                      |

| Tampere 14 giugno 2018, ore 18:30 6ª giornata | Tampere Saints | - – - | Hämeenlinna Huskies | Pyynikin urheilukenttä |

| Tampere 28 giugno 2018, ore 18:30 7ª giornata | Tampere Saints | 20 – 14 (0-7 6-7 14-0 0-0) referto | Porvoon Butchers | Pyynikin urheilukenttä (300 spett.)\| Arbitro: \| J. Sipi \| |
| Arbitro:                                      | J. Sipi        |                                    |                  |                                                              |

| Helsinki 12 luglio 2018, ore 18:30 9ª giornata | Helsinki Roosters | 60 – 14 (21-0 25-14 7-0 7-0) referto | Tampere Saints | Velodromo di Helsinki (371 spett.) |

| Tampere 23 luglio 2018, ore 18:30 10ª giornata | Tampere Saints | 13 – 27 (7-14 6-0 0-13 0-0) referto | Wasa Royals | Pyynikin urheilukenttä (620 spett.)\| Arbitro: \| M. Makarainen \| |
| Arbitro:                                       | M. Makarainen  |                                     |             |                                                                    |

| Hämeenlinna 11 agosto 2018, ore 15:30 11ª giornata | Hämeenlinna Huskies | - – - | Tampere Saints | Kaurialan kenttä |

| Porvoo 16 agosto 2018, ore 18:30 12ª giornata | Porvoon Butchers | 22 – 20 (2-7 13-0 0-0 7-13) referto | Tampere Saints | Porvoon Keskuskenttä (276 spett.)\| Arbitro: \| M. Makarainen \| |
| Arbitro:                                      | M. Makarainen    |                                     |                |                                                                  |

| Seinäjoki 25 agosto 2018, ore 15:30 13ª giornata | Seinäjoki Crocodiles | 38 – 37 (d.t.s.) (7-14 7-7 0-0 16-9 8-7) referto | Tampere Saints | Seinäjoen Keskuskenttä (623 spett.)\| Arbitro: \| J. Sipi \| |
| Arbitro:                                         | J. Sipi              |                                                  |                |                                                              |

| Kuopio 30 agosto 2018, ore 18:30 14ª giornata | Kuopio Steelers | 68 – 38 (26-0 13-22 21-7 8-9) referto | Tampere Saints | Väinölänniemen stadion (384 spett.)\| Arbitro: \| M. Makarainen \| |
| Arbitro:                                      | M. Makarainen   |                                       |                |                                                                    |

#### Statistiche di squadra
| Competizione      | %Vittorie | In casa | In casa | In casa | In casa | In casa | In casa | In trasferta | In trasferta | In trasferta | In trasferta | In trasferta | In trasferta | Totale | Totale | Totale | Totale | Totale | Totale |
| Competizione      | %Vittorie | G       | V       | N       | P       | Pf      | Ps      | G            | V            | N            | P            | Pf           | Ps           | G      | V      | N      | P      | Pf     | Ps     |
| ----------------- | --------- | ------- | ------- | ------- | ------- | ------- | ------- | ------------ | ------------ | ------------ | ------------ | ------------ | ------------ | ------ | ------ | ------ | ------ | ------ | ------ |
| Stagione regolare | .200      | 5       | 2       | 0       | 3       | 116     | 111     | 5            | 0            | 0            | 5            | 124          | 215          | 10     | 2      | 0      | 8      | 240    | 326    |
| Totale            | .200      | 5       | 2       | 0       | 3       | 116     | 111     | 5            | 0            | 0            | 5            | 124          | 215          | 10     | 2      | 0      | 8      | 240    | 326    |

### Seconda squadra

#### III-divisioona 2018

##### Stagione regolare
| 3 giugno 2018, ore 16:30 1ª giornata | Pirkanmaa Patriots | 38 – 0 | Vantaan TAFT |  |

| Vaasa 10 giugno 2018, ore 14:00 2ª giornata | Wasa Royal A's | 18 – 60 | Pirkanmaa Patriots | Vaskiluodon kenttä |

| 16 giugno 2018, ore 11:00 3ª giornata | Pirkanmaa Patriots | 34 – 26 | Rusko Mayhem |  |

| 30 giugno 2018, ore 11:00 4ª giornata | Pirkanmaa Patriots | 12 – 6 | Hyvinkää Falcons |  |

| Sipoo 14 luglio 2018, ore 12:00 6ª giornata | Sipoo Bulldogs | 12 – 26 | Pirkanmaa Patriots | Nikkilän keskusurheilukenttä |

| Rovaniemi 21 luglio 2018, ore 12:30 6ª giornata | Rovaniemi Nordmen | 25 – 16 | Pirkanmaa Patriots | Susivouti |

| 28 luglio 2018, ore 16:30 Recupero 5ª giornata | Pirkanmaa Patriots | 37 – 2 | Turku Trojans |  |

##### Playoff
| Tampere 11 agosto 2018, ore 18:00 Semifinale | Pirkanmaa Patriots | 31 – 9 | Sipoo Bulldogs | Pyynikin urheilukenttä |

| 18 agosto 2018, ore 16:00 Tinamalja | Rovaniemi Nordmen | 27 – 0 | Pirkanmaa Patriots |  |

#### Statistiche di squadra
| Competizione      | %Vittorie | In casa | In casa | In casa | In casa | In casa | In casa | In trasferta | In trasferta | In trasferta | In trasferta | In trasferta | In trasferta | Totale | Totale | Totale | Totale | Totale | Totale |
| Competizione      | %Vittorie | G       | V       | N       | P       | Pf      | Ps      | G            | V            | N            | P            | Pf           | Ps           | G      | V      | N      | P      | Pf     | Ps     |
| ----------------- | --------- | ------- | ------- | ------- | ------- | ------- | ------- | ------------ | ------------ | ------------ | ------------ | ------------ | ------------ | ------ | ------ | ------ | ------ | ------ | ------ |
| Stagione regolare | .857      | 4       | 4       | 0       | 0       | 121     | 34      | 3            | 2            | 0            | 1            | 102          | 55           | 7      | 6      | 0      | 1      | 223    | 89     |
| Playoff           | .500      | 1       | 1       | 0       | 0       | 31      | 9       | 1            | 0            | 0            | 1            | 0            | 27           | 2      | 1      | 0      | 1      | 31     | 36     |
| Totale            | .778      | 5       | 5       | 0       | 0       | 152     | 43      | 4            | 2            | 0            | 2            | 102          | 82           | 9      | 7      | 0      | 2      | 254    | 125    |

## Femminile

### Prima squadra

#### Naisten Vaahteraliiga 2018

##### Stagione regolare
| Tampere 10 giugno 2018, ore 16:00 1ª giornata | Tampere Saints | 14 – 20 (7-0 0-6 7-0 0-14) referto | Sankt Petersburg Valkyries | Pyynikin urheilukenttä (243 spett.)\| Arbitro: \| K. Lahtinen \| |
| Arbitro:                                      | K. Lahtinen    |                                    |                            |                                                                  |

| Tampere 16 giugno 2018, ore 16:00 2ª giornata | Tampere Saints | 7 – 22 (0-0 0-0 7-14 0-8) referto | Helsinki Roosters | Pyynikin urheilukenttä (130 spett.)\| Arbitro: \| J. Mustikkamaa \| |
| Arbitro:                                      | J. Mustikkamaa |                                   |                   |                                                                     |

| Tampere 30 giugno 2018, ore 16:00 3ª giornata | Tampere Saints | 7 – 58 (0-20 0-7 0-21 7-10) referto | Helsinki Wolverines | Pyynikin urheilukenttä (124 spett.)\| Arbitro: \| K. Lahtinen \| |
| Arbitro:                                      | K. Lahtinen    |                                     |                     |                                                                  |

| Tampere 7 luglio 2018, ore 16:00 4ª giornata | Sankt Petersburg Valkyries | 50 – 23 (7-14 0-14 0-8 16-14) referto | Tampere Saints | Pyynikin urheilukenttä (113 spett.)\| Arbitro: \| A. Lipsanen \| |
| Arbitro:                                     | A. Lipsanen                |                                       |                |                                                                  |

| Helsinki 21 luglio 2018, ore 14:00 5ª giornata | Helsinki Roosters | 16 – 7 (8-0 0-7 8-0 0-0) referto | Tampere Saints | Velodromo di Helsinki (56 spett.)\| Arbitro: \| M. Makarainen \| |
| Arbitro:                                       | M. Makarainen     |                                  |                |                                                                  |

| Helsinki 28 luglio 2018, ore 18:00 6ª giornata | Helsinki Wolverines | 37 – 0 | Tampere Saints | Brahen kenttä |

#### Statistiche di squadra
| Competizione      | %Vittorie | In casa | In casa | In casa | In casa | In casa | In casa | In trasferta | In trasferta | In trasferta | In trasferta | In trasferta | In trasferta | Totale | Totale | Totale | Totale | Totale | Totale |
| Competizione      | %Vittorie | G       | V       | N       | P       | Pf      | Ps      | G            | V            | N            | P            | Pf           | Ps           | G      | V      | N      | P      | Pf     | Ps     |
| ----------------- | --------- | ------- | ------- | ------- | ------- | ------- | ------- | ------------ | ------------ | ------------ | ------------ | ------------ | ------------ | ------ | ------ | ------ | ------ | ------ | ------ |
| Stagione regolare | .000      | 3       | 0       | 0       | 3       | 28      | 100     | 3            | 0            | 0            | 3            | 30           | 103          | 6      | 0      | 0      | 6      | 58     | 203    |
| Totale            | .000      | 3       | 0       | 0       | 3       | 28      | 100     | 3            | 0            | 0            | 3            | 30           | 103          | 6      | 0      | 0      | 6      | 58     | 203    |

### Seconda squadra

#### Naisten II-divisioona 2018

##### Stagione regolare
| Tampere 17 giugno 2018 2ª giornata - Turno 1 | Tampere Saints II | 0 – 44 | Oulu Northern Lights | Pyynikin urheilukenttä |

| Tampere 17 giugno 2018 2ª giornata - Turno 3 | Joensuu Wolves | 34 – 6 | Tampere Saints II | Pyynikin urheilukenttä |

| Rovaniemi 30 giugno 2018 3ª giornata - Turno 2 | Kouvola Indians | 34 – 20 | Tampere Saints II | Susivouti |

| Rovaniemi 30 giugno 2018 3ª giornata - Turno 3 | Tampere Saints II | 0 – 62 | Rovaniemi Nordmen | Susivouti |

| Kouvola 14 luglio 2018, ore 13:00 4ª giornata - Turno 1 | Kouvola Indians | 26 – 22 | Tampere Saints II | Kuusankosken urheilupuisto |

| Kouvola 14 luglio 2018, ore 14:30 4ª giornata - Turno 2 | Tampere Saints II | 0 – 62 | Oulu Northern Lights | Kuusankosken urheilupuisto |

#### Statistiche di squadra
| Competizione      | %Vittorie | In casa | In casa | In casa | In casa | In casa | In casa | In trasferta | In trasferta | In trasferta | In trasferta | In trasferta | In trasferta | Totale | Totale | Totale | Totale | Totale | Totale |
| Competizione      | %Vittorie | G       | V       | N       | P       | Pf      | Ps      | G            | V            | N            | P            | Pf           | Ps           | G      | V      | N      | P      | Pf     | Ps     |
| ----------------- | --------- | ------- | ------- | ------- | ------- | ------- | ------- | ------------ | ------------ | ------------ | ------------ | ------------ | ------------ | ------ | ------ | ------ | ------ | ------ | ------ |
| Stagione regolare | .000      | 3       | 0       | 0       | 3       | 0       | 168     | 3            | 0            | 0            | 3            | 48           | 94           | 6      | 0      | 0      | 6      | 48     | 262    |
| Totale            | .000      | 3       | 0       | 0       | 3       | 0       | 168     | 3            | 0            | 0            | 3            | 48           | 94           | 6      | 0      | 0      | 6      | 48     | 262    |